# Tillandsia franciscoi
Tillandsia franciscoi är en gräsväxtart som beskrevs av Walter Till och Jason Randall Grant. Tillandsia franciscoi ingår i släktet Tillandsia och familjen Bromeliaceae. Inga underarter finns listade i Catalogue of Life.